# Giovanni Paolo Pannini

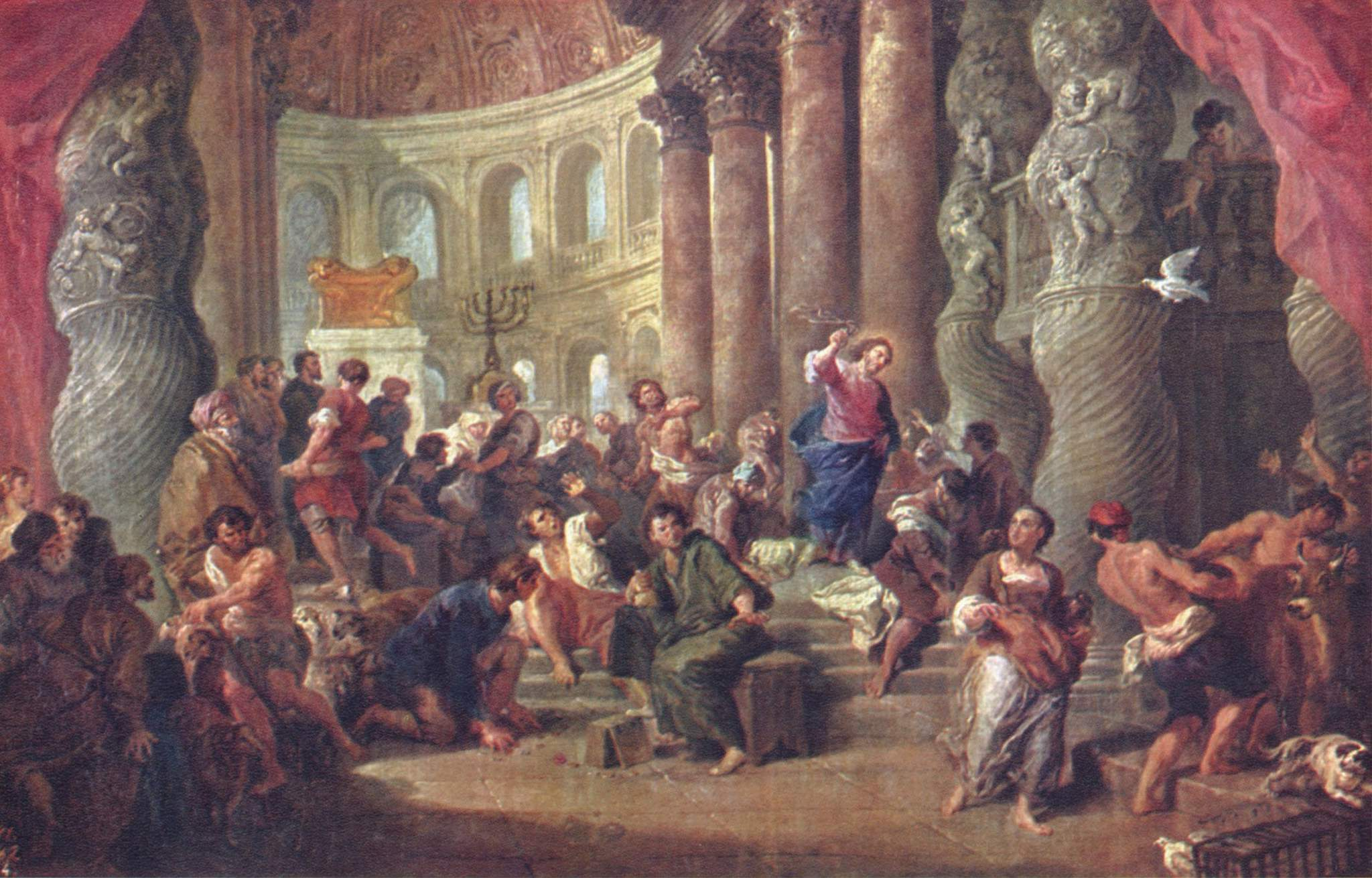
Jesus fördriver månglarna ur templet. Målning av Giovanni Paolo Pannini omkring 1750

Giovanni Paolo Pannini, född 17 juni 1691 i Piacenza, död 21 oktober 1765 i Rom, var en italiensk målare och arkitekt.
Pannini utbildade barockens perspektivkonst i dekorativa målningar med landskap och byggnader, stundom interiörer. Som ruinmålare var han romantikens förelöpare. Två målningar Klassiska kolonnbyggnader, delvis i ruiner finns på Nationalmuseum. Pannini är för övrigt representerad i de flesta större gallerier i Europa och USA.